# San Juan de Arcos
Arcos (llamada oficialmente San Xoán de Seoane de Arcos) es una parroquia y un lugar español del municipio de Carballino, en la provincia de Orense, Galicia.

## Toponimia
La parroquia también es conocida por los nombres de San Juan de Arcos, San Xoán de Arcos y San Xoán de Seoane.

## Organización territorial
La parroquia está formada por cinco entidades de población:
- La Granja (A Granxa)
- Mouriz
- O Varón (O Barón)
- Saa
- Seoane

## Demografía

### Parroquia
| Gráfica de evolución demográfica de Arcos (parroquia) entre 2000 y 2022 |
|                                                                         |
| Datos según el nomenclátor publicado por el INE.                        |

### Lugar
| Gráfica de evolución demográfica de Seoane (lugar) entre 2000 y 2022 |
|                                                                      |
| Datos según el nomenclátor publicado por el INE.                     |